# Alles steht Kopf 2
Alles steht Kopf 2 (Originaltitel: Inside Out 2) ist ein US-amerikanischer Computeranimationsfilm und die Fortsetzung von Alles steht Kopf. Regie führte Kelsey Mann, während Mark Nielsen als Produzent fungierte. Meg LeFauve und Dave Holstein schrieben das Drehbuch. Der Film wurde von Pixar Animation Studios produziert und von Walt Disney Studios Motion Pictures vertrieben. Der deutschsprachige Kinostart war am 13. Juni 2024, die US-Kinopremiere am darauffolgenden Tag.

## Handlung
Die Handlung des Films knüpft unmittelbar an die Handlung des Vorgängers an.
Riley ist mittlerweile im Teenageralter und die Pubertät setzt ein, daher wird die Kommandozentrale ihrer Emotionen Freude, Kummer, Wut, Ekel und Angst erneuert. Die anfallenden Umbauten sorgen für chaotische Zustände. Rileys von Freude sorgsam behütetes Ich gerät in Gefahr, als die neuen Emotionen Zweifel, Neid, Ennui (französisch für ‚Langeweile‘) und Peinlich hinzukommen. Riley erlebt die große Enttäuschung, dass ihre beiden besten Freundinnen eine andere Highschool besuchen werden als sie selbst. Sie sucht daher auf Drängen von Zweifel Abstand zu ihnen und versucht, bei einem gemeinsamen Trainingswochenende Anschluss an ältere Eishockeyspielerinnen um die von ihr bewunderte Val zu finden. Dabei übernimmt Zweifel nun die Kontrolle über Riley und wirft deren altes, positives Ich-Gefühl auf den Abfall, verbannt die ursprünglichen Gefühle aus der Zentrale und verändert mit neuen, von Zweifel geprägten Erinnerungen Rileys grundlegende Überzeugungen. Kummer kehrt heimlich zurück in die Kommandozentrale und wartet auf ein Signal der anderen, um sie mit dem geretteten Ich-Gefühl in die Zentrale zurückzusaugen, wobei Peinlich sie heimlich unterstützt. Während die anderen alten Emotionen einen Weg dorthin zurücksuchen, distanziert sich Riley immer mehr von ihren Freundinnen, um mit Val befreundet und im Team erfolgreich zu sein. Indem Freude alte, von ihr als schlecht für Rileys Persönlichkeit empfundene und deshalb weggeworfene Erinnerungen als Transportmittel zurück zur Zentrale nutzt, verändert sich Rileys Persönlichkeit erneut. Freude erkennt, gemeinsam mit Zweifel, dass sie nicht festlegen dürfen, wer Riley ist und lässt zu, dass ein völlig neues Ich-Gefühl wächst. Die „neue“ Riley hat nun verschiedene Facetten in ihrer Persönlichkeit und versöhnt sich mit ihren alten Freundinnen.

## Produktion

### Entwicklung
Pixar bestätigte die Entwicklung der Fortsetzung während der D23-Expo-Ankündigung im September 2022, wobei Amy Poehler auf die Bühne kam, um gemeinsam mit Pete Docter, dem Regisseur von Alles steht Kopf, über den Film zu diskutieren. Kelsey Mann wurde als Regisseur der Fortsetzung bekannt gegeben (was es zu seinem Spielfilmdebüt machte; er inszenierte bislang nur 2013 den Kurzfilm Party Zentrale), wobei Mark Nielsen als Produzent fungieren sollte, während Meg LeFauve wie beim Vorgänger das Drehbuch des Films schreiben sollte. Um eine „wahrheitsgemäße“ Welt zu inszenieren, nutzte Mann Docters „5 bis 27 Emotionen“-Idee aus dem ersten Film, den er während der Produktion vorstellte.

### Synchronisation
Die deutsche Synchronisation übernahm, wie beim ersten Teil, die FFS Film- und Fernseh-Synchron GmbH, erneut nach einem Dialogbuch und unter der Regie von Axel Malzacher.
| Rollenname               | Sprecher im Original | Deutscher Sprecher     |
| ------------------------ | -------------------- | ---------------------- |
| Freude (Joy)             | Amy Poehler          | Nana Spier             |
| Kummer (Sadness)         | Phyllis Smith        | Philine Peters-Arnolds |
| Zweifel (Anxiety)        | Maya Hawke           | Derya Flechtner        |
| Riley Andersen           | Kensington Tallman   | Marlene Schick         |
| Ekel (Disgust)           | Liza Lapira          | Tanya Kahana           |
| Wut (Anger)              | Lewis Black          | Hans-Joachim Heist     |
| Angst (Fear)             | Tony Hale            | Olaf Schubert          |
| Neid (Envy)              | Ayo Edebiri          | Olivia Büschken        |
| Ennui/Null Bock          | Adèle Exarchopoulos  | Jessica Walther-Gabory |
| Nostalgie (Nostalgia)    | June Squibb          | Margot Rothweiler      |
| Peinlich (Embarrassment) | Paul Walter Hauser   | Manuel Straube         |
| Jill Andersen            | Diane Lane           | Marie Bierstedt        |
| Bill Andersen            | Kyle MacLachlan      | Leon Windscheid        |
| Valentina „Val“ Ortiz    | Lilimar Hernandez    | Tahnee                 |
| Bloofy                   | Ron Funches          | Bastian Pastewka       |
| Polizist                 |                      | Younes Zarou           |
| Dads Wut                 | Pete Docter          | Lutz Schnell           |
| Dads Zweifel             |                      | Karlo Hackenberger     |

## Rezeption
Niklas Michels schrieb in seiner Kritik für Kino-Zeit, der Film sei eine gelungene Fortsetzung von Alles steht Kopf. Die „Emotions-Bebilderung“ würde vor allem durch die klare Trennung von Rahmenhandlung in der Außenwelt und Abenteuer in der Innenwelt „ehrliche Lacher und die eine oder andere Träne produzieren“. Er bezeichnet Rileys Leben als „Spielfeld des Ensembles der Emotionen“, welches „lediglich den Rahmen der Intrigen“ liefere. Des Weiteren lobt er die Inszenierung der überhandnehmenden Zweifel (Anxiety), die den Film von einer Coming-of-Age-Geschichte zu einer universellen Erzählung verschiebe, die jeden betreffe. Er kritisiert allerdings die teils eindimensionale Animation, die gerade für das Animationsstudio Pixar negativ auffalle.
Filmjournalist Dieter Oßwald urteilt auf Programmkino.de so: „Einmal mehr gelingt Disneys ambitionierter Animationsschmiede der Spagat aus Unterhaltung und Anspruch mit erstaunlicher Leichtigkeit. Inklusive jener bewährten Pixar-Botschaften: Nur zusammen ist man stark. Und: Jedes Gefühl hat seine Notwendigkeit. Das klicken die Köpfe des Publikums sicher unisono auf ‚Freude‘!“
Rotten Tomatoes führt insgesamt 300 Kritiken zu dem Film auf, die den Film mit 91 % und als „certified fresh“ (dt. „garantiert frisch“) bewerten. Bei Metacritic erhielt der Film einen Metascore von 73 von 100 möglichen Punkten, basierend auf 59 Rezensionen.
Alles steht Kopf 2 steht in der Liste der weltweit erfolgreichsten Filme derzeit auf Platz 9 (Stand: 19. April 2025).

## Auszeichnungen
Bei der Verleihung der Golden Globe Awards 2025 folgten Nominierungen in den Kategorien Bester Animationsfilm und The Cinematic and Box Office Achievement. Im Folgenden weitere Nominierungen.
British Academy Film Awards 2025
- Nominierung als Bester animierter Spielfilm (Kelsey Mann und Mark Nielsen)[16]

Critics’ Choice Movie Awards 2025
- Nominierung als Bester Animationsfilm

Online Film Critics Society Awards 2025
- Nominierung als Bester Animationsfilm[17]

VES Awards 2025
- Nominierung für die Besten visuellen Effekte in einem Animationsfilm (Kelsey Mann, Mark Nielsen, Sudeep Rangaswamy und Bill Watral)
- Nominierung als Beste Figur in einem Animationsfilm („Anxiety“, Alexander Alvarado, Brianne Francisco, Amanda Wagner und Brenda Lin Zhang)[18]